# Prvački trofej 1998. (hokej na travi)
20. Prvački trofej se održao 1998. godine.

## Mjesto i vrijeme održavanja
Održao se od 31. listopada do 8. studenog 1998.
Utakmice su se igrale na Nacionalnom hokejaškom stadionu u pakistanskom gradu Lahoreu.

## Sudionici
Sudjelovali su domaćin Pakistan, branitelj naslova Njemačka, Australija, Nizozemska, Španjolska i Južna Koreja.. 
Južnokorejci su zamijenili Englesku koja se povukla s natjecanja. Englezi su odluku o nesudjelovanju donijeli prema preporuci Foreign and Commonwealth Officea po pitanju putovanja u inozemstvo kojom se sugeriralo izbjegavati "nebitne posjete" i preporučivalo svima koji putuju u tu zemlju neka se drže neupadljivo. Engleska je imala razloga za zabrinutost glede činjenice što je poduprijela kolovoško američko bombardiranje gerilskih baza u susjednom Afganistanu.
FIH je kasnije zaključio da je "povlačenje bilo rezultatom okolnosti koje Engleski hokejaški savez nije mogao kontrolirati te su, uzimajući u obzir njihovu odgovornost, donijeli odluku koja je najbolje iskazivala interese njenih igrača i službenih osoba". Kasnije je FIH-ov Odbor za natjecanja odlučio uključiti Englesku među zemljama sudionicama idućeg Prvačkog trofeja 1999. koji je u natjecateljsom kalendaru bio predviđen održati se od 10. do 20. lipnja 1999. u australskom Brisbaneu. Ovaj potez je uklonio sva nadanja Kanađana u svezi s njihovim sudjelovanjem u Brisbaneu, ako se Engleskoj zbog nesudjelovanja ne bi dopustilo sudjelovanje na Prvačkom trofeju 1999.

### Nizozemska
```
Vratari

 
Guus Vogels
                 
HGC

 
Ronald Jansen
               
Hockeyclub 's-Hertogenbosch

Obrana

 
Erik Jazet
                  
HC Bloemendaal

 
Bram Lomans
                 
HGC

 
Dirk Loots
                  
HGC

 
Sander van der Weide
        
Hockeyclub 's-Hertogenbosch

 
Peter Windt
                 
Amsterdam

Vezni red
  
 
Danny Bree
                  
Amsterdam

 
Jacques Brinkman
            
Amsterdam

 
Jeroen Delmee
               
Hockeyclub 's-Hertogenbosch

 
Sander van Heeswijk
         
Oranje Zwart

 
Teun de Nooijer
             
HC Bloemendaal

Navala

 
Jaap-Derk Buma
              
HC Bloemendaal

 
Piet-Hein Geeris
            
Hockeyclub 's-Hertogenbosch

 
Marten Eikelboom
            
Amsterdam

 
Remco van Wijk
              
HC Bloemendaal

Trener:
                      
Roelant Oltmans

Pomoćni trener:
              
Maurits Hendriks
```

## Natjecateljski sustav
Igralo se po jednostrukom ligaškom sustavu. Za pobjedu se dobivalo 3 boda, za neriješeno 1 bod, a za poraz nijedan bod. 
Nakon ligaškog dijela, igralo se za poredak. Prvi i drugi na ljestvici su doigravali za zlatno odličje, treći i četvrti za brončano odličje, a peti i šesti na ljestvici za 5. i 6. mjesto. 6. je ispadao u niži natjecateljski razred.

## Rezultati prvog dijela
```
* Nizozemska - Španjolska         3:2
* Australija - Njemačka           2:0
* J. Koreja - Pakistan            4:3
```

```
* Nizozemska - Njemačka           4:2
* Španjolska - Pakistan           2:2
* J. Koreja - Australija          1:1
```

```
* Nizozemska - J. Koreja          5:0
* Njemačka - Španjolska           1:5
* Pakistan - Australija           4:4
```

```
* Pakistan - Nizozemska           5:3
* Španjolska - Australija         1:3
* Njemačka - J. Koreja            3:3
```

```
* Nizozemska - Australija         4:1
* Španjolska - J. Koreja          3:6
* Pakistan - Njemačka             3:1 
```

### Poredak nakon prvog dijela
```
 1. 
 Nizozemska        5      4     0     1     (19:10)      
12

 2. 
 Pakistan          5      2     2     1     (17:14)      
8

 
 3. 
 Australija        5      2     2     1     (11:10)      
8

 
 4. 
 J. Koreja         5      2     2     1     (14:15)      
8

 
 5. 
 Španjolska        5      1     1     3     (13:15)      
4

 
 6. 
 Njemačka          5      0     1     4     ( 7:17)      
1
```

### Doigravanje
Susreti su se igrali 8. studenog 1998.
- za 5. mjesto

 Španjolska -  Njemačka 3:2 (produžetci "tko prije da gol")
- za brončano odličje

 Australija -  J. Koreja 1:1 (8:7 raspucavanjem)
- za zlatno odličje

 Nizozemska -  Pakistan 3:1

## Završni poredak
| Mj. | Momčad     |
| --- | ---------- |
| 1.  | Nizozemska |
| 2.  | Pakistan   |
| 3.  | Australija |
| 4.  | J. Koreja  |
| 5.  | Španjolska |
| 6.  | Njemačka   |

| Pobjednici                |
| ------------------------- |
| Nizozemska Četvrti naslov |

## Najbolji sudionici
| Najbolji strijelac                    | Najbolji igrač | Fair-play |
| ------------------------------------- | -------------- | --------- |
| Juan Escarré (7 pogodaka) Bram Lomans | Atif Bashir    | J. Koreja |

U završnici je Nizozemska pobijedila domaćina Pakistana s 3:1 pred 40 tisuća pakistanskih navijača. Ovom pobjedom je nizozemska reprezentacija pokupila treći dragulj u hokejaškoj kruni: Nizozemci su u 1998. nekoliko mjeseci prije postali svjetskim prvacima, a još su bili i aktualni olimpijski pobjednici (s OI 1996.), čime su u isto vrijeme imali trostruku krunu. Do danas (2008.) su ostali jedina reprezentativna hokejaška momčad kojoj je uspjelo držati tri najveća svjetska naslova u hokeju na travi.